# Екваторіальногвінейська федерація футболу
Екваторіальногвінейська федерація футболу (ісп. Federación Ecuatoguineana de Fútbol (FEGUIFUT)) — організація, що здійснює контроль і управління футболом в Екваторіальній Гвінеї. Розташовується в столиці держави — Малабо. ЕФФ заснована в 1960 році, вступила в ФІФА і в КАФ в 1986 році. У 1978 році також стала членом УНІФФАК. Федерація організовує діяльність і управляє національними збірними з футболу (чоловічою, жіночою, молодіжними). Під егідою федерації проводиться чемпіонат країни і багато інших змагань. Жіноча  збірна країни двічі перемагала на Чемпіонаті Африки з футболу серед жінок